# 兩合公司
兩合公司由無限責任股東與有限責任股東組織之。
無限責任股東，對公司債務負連帶無限清償責任；有限責任股東，以出資額為限，對於公司負其責任。

## 有限股東之限制
1. 不得以信用或勞務為出資。
2. 未經得無限責任股東過半數之同意，不得以轉讓其出資額。
3. 得為自己或他人，為與本公司同類營業之行為；亦得為他公司之無限責任股東，或合夥事業之合夥人。
4. 不得執行公司業務及對外代表公司。
5. 有限責任股東遇有非可歸責於自己之重大事由時，得經無限責任股東過半數之同意退股，或聲請法院准其退股。

## 轉換為無限公司
有限責任股東全體退股時，無限責任股東在二人以上，得以一致之同意變更其組織為無限公司。

## 外部連結
- 中華民國《公司法》全文（民國107年（2018年）8月1日修正）（页面存档备份，存于）